# Ducado de Asturias

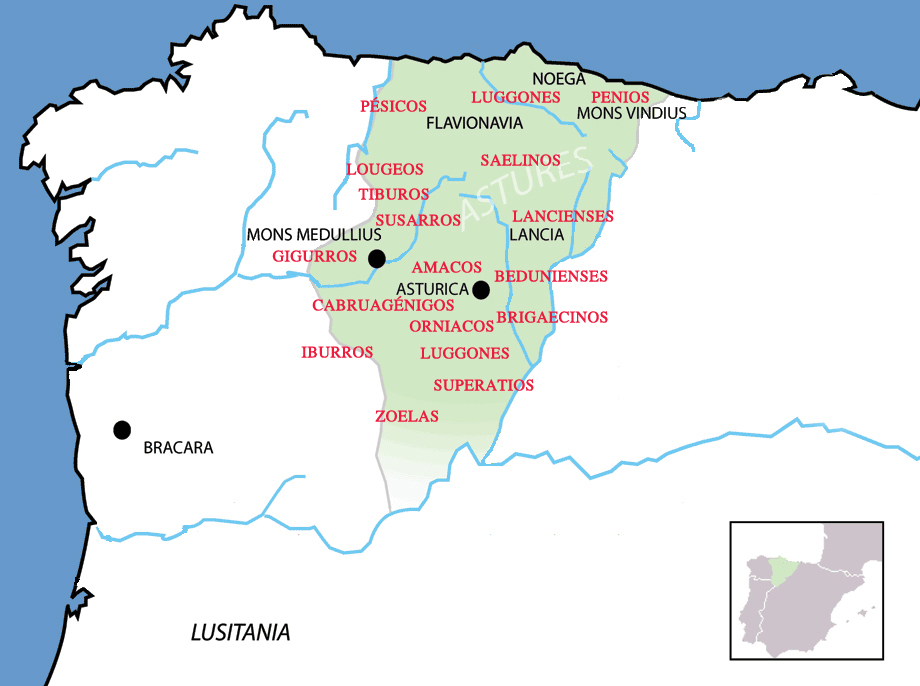
Hipotéticos límites geográficos de la provincia asturiana en época visigoda, que según los historiadores la residencial ducal era Astorga.

El Ducado de Asturias o Asturiense es el nombre dado por parte de la historiografía que admite la existencia de una entidad geográfica y administrativa para denominar a una de los ocho provincias de España en época visigoda.
Este territorio, situado en la región montañosa de Asturias, jugó un papel estratégico como zona fronteriza y de defensa frente a pueblos como los cántabros y los astures, así como contra incursiones de vascones y suevos. Su existencia refleja la organización territorial del reino visigodo, basada en ducados (duces) y condados (comites), que buscaban consolidar el control centralizado sobre regiones periféricas.

### Contexto histórico
Tras la caída del Imperio Romano de Occidente, los visigodos, bajo el reinado de Leovigildo (569–586), iniciaron la unificación de la península, sometiendo a pueblos autóctonos y reinos rivales como el suevo. Asturias, habitada por los astures, fue incorporada al reino visigodo hacia el siglo VI. La región, de difícil acceso por su orografía, mantuvo cierta autonomía, aunque bajo la autoridad de un dux (duque) nombrado por la monarquía toledana. Este cargo combinaba funciones militares y administrativas, enfocadas en mantener el orden y recaudar tributos.
El proyecto de Estado e identificación de los godos con el concepto romano de España, les llevó a iniciar una serie de campaña de conquista y restauración del antiguo orden o dominio romano para el proyecto de unificación de toda la Península Ibérica. En ese sentido, el norte debía ser reconquistado, y con ello era necesario iniciar una serie de guerras contras los poderes autónomos o agrupaciones gentilicias independientes surgidas tras la caído del Imperio y la salida de tropas romanas y su posterior integración dentro del aparato administrativo de los godos, una vez sometidas. Con la aconsejable creación de nuevos distritos militares surgidos por la organización administrativa de Chindasvinto y Recesvisto.
Esto se tradujo en la aparición de dos duques más presentes en el XIII Concilio visigodo ( 683) con respecto a los seis duces provinciae de anteriores concilios toledanos.

## Organización política y militar
El Ducado de Asturias dependía directamente del rey visigodo. Su estructura se basaba en:
1. El dux: Autoridad máxima, responsable de la defensa y la aplicación de leyes.
2. Fortificaciones: Se construyeron torres y castros para controlar vías de comunicación, como el estratégico enclave de Gijón.
3. Colonización: Los visigodos promovieron el asentamiento de poblaciones leales para afianzar su dominio.

La región también sirvió como refugio durante revueltas internas, como las de los nobles contra reyes como Wamba (672–680), quien enfrentó sublevaciones en el norte.

## Sociedad y economía
La población astur bajo dominio visigodo era mayoritariamente rural, dedicada a la agricultura de subsistencia, la ganadería y la minería (hierro y oro). La sociedad estaba estratificada:
- Nobleza visigoda: Controlaba tierras y cargos.
- Campesinado local: Astures romanizados, sometidos a tributos.
- Esclavos: Usados en labores mineras y agrícolas.

El cristianismo, adoptado oficialmente por los visigodos en el III Concilio de Toledo (589), se extendió en la región, aunque con influencias del paganismo local.

## Relaciones con el poder central
Asturias, como zona periférica, mantuvo tensiones con Toledo. La lejanía geográfica dificultaba el control directo, lo que generó rebeliones esporádicas. Sin embargo, su valor estratégico como "tierra de nadie" frente a invasiones desde el mar o el norte la convirtió en un bastión clave. Crónicas como la Historia Gothorum de Isidoro de Sevilla mencionan escaramuzas contra grupos rebeldes en la zona.

## Decadencia y legado
La invasión musulmana del 711 marcó el colapso del reino visigodo. Tras la derrota en Guadalete, nobles y tropas visigodas se refugiaron en Asturias. Según la Crónica de Alfonso III (s. IX), Pelayo, posiblemente un dux o noble local de origen visigodo, lideró la resistencia en Covadonga (718 o 722), evento simbólico que inicia el Reino de Asturias.
El Ducado visigodo sentó las bases para este nuevo reino, conservando estructuras administrativas y fusionando elementos germánicos, hispanorromanos y locales. Su herencia se observa en la continuidad de élites y la defensa del cristianismo frente al Islam.

## Debate histórico
Algunos historiadores, como Claudio Sánchez-Albornoz, enfatizan la continuidad entre el Ducado y el Reino de Asturias. Otros, como Abilio Barbero y Marcelo Vigil, argumentan que la resistencia fue liderada por comunidades locales no visigodas. La escasez de fuentes directas dificulta confirmar el grado de integración real de Asturias en el aparato visigodo.